# Neuplatendorf
Neuplatendorf is een stadsdeel van Falkenstein/Harz in de Landkreis Harz in Saksen-Anhalt in Duitsland. Neuplatendorf ligt aan de Uerdinger Linie, in het traditionele gebied van het Hoogduits. Neuplatendorf is een stadsdeel sinds 2002 en was een zelfstandige gemeente tot 2001. 
Andere stadsdelen van Falkenstein/Harz zijn Endorf, Meisdorf en Ermsleben.